# Wilmer Allison
Wilmer Lawson Allison mlajši, ameriški tenisač, * 8. december 1904, San Antonio, ZDA, † 20. april 1977, Austin, ZDA.
Wilmer Allison je v posamični konkurenci največji uspeh dosegel leta 1935, ko je osvojil Nacionalno prvenstvo ZDA, leta 1934 je še zaigral v finalu, kot tudi leta 1930 na turnirju za Prvenstvo Anglije. Na turnirjih za Prvenstvo Avstralije se je najdlje uvrstil leta 1933 v polfinale. V konkurenci moških dvojic je z Johnom Van Rynom po dvakrat osvojil Nacionalno prvenstvo ZDA in Prvenstvo Anglije ter še štirikrat nastopil v finalu Nacionalnega prvenstva ZDA ter enkrat Prvenstva Anglije. Nacionalno prvenstvo ZDA je osvojil tudi v konkurenci mešani dvojic leta 1930. V letih 1929, 1930, 1932, 1933 in 1935 je bil član ameriške reprezentance v tekmovanju International Lawn Tennis Challenge, kjer se je vselej uvrstila v finale. Leta 1963 je bil sprejet v Mednarodni teniški hram slavnih.

## Finali Grand Slamov

### Posamično (3)

#### Zmage (1)
| Leto | Turnir                   | Nasprotnik v finalu | Rezultat finala |
| 1935 | Nacionalno prvenstvo ZDA | Sidney Wood         | 6–2, 6–2, 6–3   |

#### Porazi (2)
| Leto | Turnir                   | Nasprotnik v finalu | Rezultat finala         |
| 1930 | Prvenstvo Anglije        | Bill Tilden         | 3–6, 7–9, 4–6           |
| 1934 | Nacionalno prvenstvo ZDA | Fred Perry          | 4–6, 3–6, 6–3, 6–1, 6–8 |

### Moške dvojice (9)

#### Zmage (4)
| Leto | Turnir                       | Partner      | Nasprotnika v finalu         | Rezultat finala           |
| 1929 | Prvenstvo Anglije            | John Van Ryn | Ian Collins Collin Gregory   | 6–4, 5–7, 6–3, 10–12, 6–4 |
| 1930 | Prvenstvo Anglije (2)        | John Van Ryn | John Doeg George Lott        | 6–3, 6–3, 6–2             |
| 1931 | Nacionalno prvenstvo ZDA     | John Van Ryn | Berkeley Bell Gregory Mangin | 6–4, 6–3, 6–2             |
| 1935 | Nacionalno prvenstvo ZDA (2) | John Van Ryn | Don Budge Gene Mako          | 6–2, 6–3, 2–6, 3–6, 6–1   |

#### Porazi (5)
| Leto | Turnir                       | Partner      | Nasprotnika v finalu           | Rezultat finala           |
| 1930 | Nacionalno prvenstvo ZDA     | John Van Ryn | John Doeg George Lott          | 6–8, 3–6, 6–3, 15–13, 4–6 |
| 1932 | Nacionalno prvenstvo ZDA (2) | John Van Ryn | Keith Gledhill Ellsworth Vines | 4–6, 3–6, 2–6             |
| 1934 | Nacionalno prvenstvo ZDA (3) | John Van Ryn | George Lott Lester Stoefen     | 4–6, 7–9, 6–3, 4–6        |
| 1935 | Prvenstvo Anglije            | John Van Ryn | Jack Crawford Adrian Quist     | 3–6, 7–5, 2–6, 7–5, 5–7   |
| 1936 | Nacionalno prvenstvo ZDA (4) | John Van Ryn | Don Budge Gene Mako            | 4–6, 2–6, 4–6             |